# Thoirette
Thoirette è una località appartenente al comune francese di Thoirette-Coisia situato nel dipartimento del Giura nella regione della Borgogna-Franca Contea.

## Storia
Thoirette è stato un comune indipendente fino al 1º gennaio 2017, quando si è fuso con il comune di Coisia per formare il nuovo comune di Thoirette-Coisia.

## Società

### Evoluzione demografica
Abitanti censiti